# Discothyrea neotropica
Discothyrea neotropica is een mierensoort uit de onderfamilie van de Proceratiinae. De wetenschappelijke naam van de soort is voor het eerst geldig gepubliceerd in 1919 door Bruch.